# Centralförbundet för Socialt Arbete
Centralförbundet för Socialt Arbete (CSA) bildades 1903 för att samla alla de föreningar som ville hitta lösningar på den sociala frågan. Fattigdom, bostadsnöd, missbruk och barn som for illa, det var några av de problem som bredde ut sig i Sverige under industrialismen och knöts till urbaniseringen och stora sociala klyftor. 
I dag består CSA av tretton medlemsorganisationer och vill öka kunskapen om socialt arbete och de socialpolitiska frågorna. Detta gör förbundet bland annat genom att ge ut böcker, främja socialpolitisk forskning, anordna konferenser och dela ut stipendier.

## Historik
CSA bildades på initiativ av Gertrud af Klintberg (1866–1927), Gerda Meyerson (1866–1929). Flera andra av tidens aktiva kvinnosakskvinnor kom att bli viktiga för förbundet, bland annat Emilia Broomé, Agda Montelius, Karin Fjällbäck-Holmgren och Kerstin Hesselgren. Ernst Beckman och Gerhard Halfred von Koch var två av stiftarna. Flera av medlemsorganisationerna drev frågan om försoning och samarbete mellan samhällsklasserna
En central tanke var att sociala reformer skulle grundas på noggranna undersökningar av olika sociala problem. Lika grundläggande blev kampanjer för bildning, upplysning och kunskap. Under de första decennierna ägnade sig förbundet bland annat åt utredningar, utbildningar, publicering av skrifter och biblioteksverksamhet. CSA drev också en upplysningsbyrå och deltog i den socialpolitiska debatten. 
Förbundet ordnade redan vid starten föreläsningsserier i kommunala ämnen och sociala frågor. 1910 startades den första kursen i praktiskt socialt arbete. Kerstin Hesselgren blev från början ansvarig för utbildningen där eleverna inte bara skulle få teoretiska kunskaper i sociala frågor utan också lära sig att omsätta dem i praktiskt socialt arbete. 
Med erfarenheter från den här kursen medverkade CSA, både ekonomiskt och praktiskt, till inrättandet av Institutet för socialpolitisk och kommunal utbildning och forskning i Stockholm 1921. CSA var värdorganisation i den fristående stiftelse som drev institutet och som i sin tur hade en koppling till Stockholms högskola. CSA bidrog till att finansiera en professur i nationalekonomi och socialpolitik. Denna tjänst hade Gösta Bagge 1921–1945. Han var samtidigt föreståndare på det nya utbildningsinstitutet. Huvudexamina vid Socialpolitiska institutet var kommunal examen, socialpolitisk examen och examen i samhällskunskap. Staten tog över huvuddelen av finansieringen 1945 och CSA:s ansvar kunde trappas ner.
Utredningsverksamheten kom igång 1904 när CSA fick en större donation av en privatperson. Pengarna skulle användas för en utredning av fattigvårdsfrågan i in- och utlandet. Från 1905 gav CSA:s fattigvårdskommitté ut tjugo titlar i skriftserien Fattigvård och folkförsäkring. I oktober 1906 anordnades Kongressen för fattigvård och folkförsäkring, som samlade inte mindre än 936 deltagare. På den här kongressen bildades Svenska fattigvårdsförbundet (SFF). Senare medverkade CSA även till bildandet av Svenska stadsförbundet och Socialstyrelsen för att nämna några exempel.
1939–1954 gav CSA ut Social Årsbok tillsammans med Kooperativa Förbundets (KF) bokförlag. Varje år behandlades ett aktuellt ämne.